# 一說部
一說部（梵語：Ekavyāvahārika；巴利語：Ekabbohārā、Ekabyohāra），部派佛教宗派之一，為大眾部的支派。
據《異部宗輪論述記》，一說部在大眾部「過去未來，非實有體」的主張基礎上，認為「世間法、出世間法，皆無實體，但有假名……諸法唯一假名，無體可得」。依據部派所立宗義立名，又名即是説意，而叫做「一說部」。

## 名稱
一說部（梵語：Eka-vyāvahārika；巴利語：Eka-vohāra/Eka-bbohārā）之名，取自所執宗義「諸法唯一假名，無體可得」。
此部主張「世、出世間法，皆無實體，但有假名」。名即是說（梵：Vyavahāra世俗、Vyāhāra言說；巴：Vohāra世俗、言說）意，故名「一說部」。
《文殊師利問經》的夾註解釋為「所執與根本大眾部同」，故名一。